# Pueblo haitiano
Los haitianos (en criollo haitiano: Ayisyen; en francés: Haïtiens) son los ciudadanos de Haití y sus descendientes en la diáspora haitiana.

## Definición
Según la Constitución de Haití, un ciudadano haitiano es:
- Cualquier persona, independientemente de dónde haya nacido, se considera haitiana si su madre o su padre es un ciudadano nativo de Haití. Una persona nacida en Haití podría recibir automáticamente la ciudadanía.
- Un extranjero que vive en Haití y que haya tenido un período de residencia haitiana continuo durante cinco años puede solicitar la ciudadanía y tendrá derecho a votar, pero no es elegible para ocupar un cargo público hasta cinco años después de su fecha de naturalización, excepto los cargos reservados. para los haitianos nativos por ley constitucional.

### Doble nacionalidad
La Constitución de 2012 vuelve a legalizar la doble ciudadanía, lo que permite que los haitianos que viven en el extranjero posean tierras y se postulen para cargos políticos haitianos (excepto los cargos de presidente, primer ministro, senador o miembro de la cámara baja del Parlamento).               

## Grupos étnicos
Haití es un país mayormente negro (el 5% son de ascendencia africana mixta y otros), aunque personas de diferentes orígenes étnicos y nacionales se han asentado e impactado en el país, como polacos, judíos, árabes (de la diáspora árabe), chinos, indios, españoles, alemanes (siglo XVIII y World War I), italianos, y franceses, en la mayoría de los casos se casan con la población negra y, a su vez, producen mulatos (muchos de los cuales son prominentes en la sociedad haitiana).                                  

## Idiomas
Las lenguas oficiales de Haití son el francés y criollo haitiano.
Tradicionalmente, los dos idiomas cumplían diferentes funciones, siendo el criollo haitiano el idioma informal cotidiano de todas las personas, independientemente de la clase social, y el francés, el idioma de las situaciones formales: escuelas, periódicos, la ley y los tribunales, y documentos y decretos oficiales. Sin embargo, debido a que la gran mayoría de los haitianos solo hablan criollo, ha habido esfuerzos en los últimos años para ampliar su uso. En 1979, se aprobó una ley que permitía que el criollo fuera el idioma de instrucción, y la Constitución de 1983 otorgó al criollo el estatus de idioma nacional. Sin embargo, fue solo en 1987 que la Constitución otorgó el estatus oficial al criollo.

## Cultura

### Arte
El arte haitiano, conocido por su vibrante trabajo de colores y diseño expresivo, es una tradición compleja, que refleja fuertes raíces africanas con influencias estéticas y religiosas de los indígenas americanos y europeos. Es una representación muy importante de la cultura y la historia haitianas. El arte haitiano es distintivo, particularmente en pintura y escultura donde los colores brillantes, la perspectiva ingenua y el humor astuto lo caracterizan. Los temas frecuentes en el arte haitiano incluyen alimentos grandes y deliciosos, paisajes exuberantes, actividades de mercado, animales de la selva, rituales, bailes y dioses. Artistas frecuentemente pintan en fábulas..

### Música y baile
La música de Haití combina una amplia gama de influencias de las muchas personas que se han asentado en esta isla caribeña. Refleja los ritmos franceses, africanos, elementos españoles y otros que han habitado la isla de Hispaniola y las influencias nativas menores taínas. Los estilos de música únicos de Haití incluyen música derivada de tradiciones ceremoniales vudú, Rara,  balladas Twoubadou, Mini-jazz rock bands, Rasin, Hip hop Kreyòl, Méringue, y Kompa. Los jóvenes asisten a fiestas en clubes nocturnos llamados discotecas , (pronunciado "deece-ko"), y asisten a Bal . El término es la palabra francesa para pelota, como en una danza formal.
Compas, forma abreviada de  compas direct, es una música compleja y cambiante que surgió de los ritmos africanos y el baile de salón europeo, mezclado con la cultura burguesa de Haití. Es una música refinada, con méringue como su ritmo básico. En criollo, se deletrea como konpa dirèk o simplemente konpa. Es comúnmente escrito como se pronuncia, kompa.
Hasta 1937, Haití no tenía música grabada, hasta que Jazz Guignard fue grabado sin fines comerciales. Uno de los artistas haitianos más famosos hoy en día es Wyclef Jean. Sin embargo, Wyclef Jean abandonó el país antes de su adolescencia y comenzó Fugees con Laury Hill y Peas, quienes juntos se convirtieron en el grupo de hip hop más vendido de todos los tiempos con The Score lanzado en 1996.

### Gastronomía

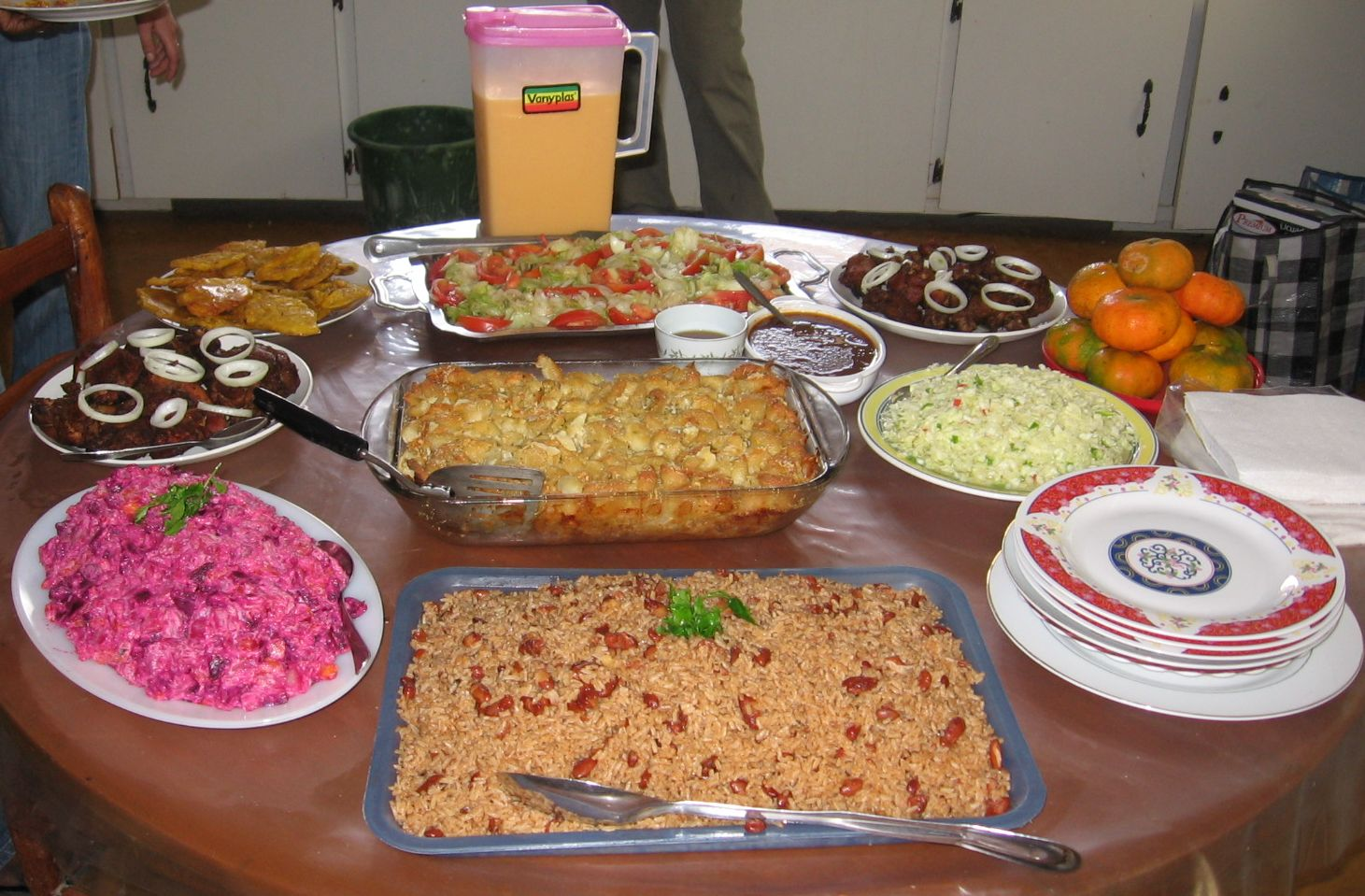
Mesa con platillos de la cocina haitiana

La cocina haitiana se origina en varios estilos culinarios de los diversos grupos étnicos históricos que poblaron la parte occidental de La Española. La cocina haitiana es similar al resto del Caribe latino (los países de habla francesa y hispana de las Antillas), sin embargo, difiere en varias formas de sus contrapartes regionales. Si bien la cocina es sencilla y sin pretensiones, los sabores son audaces y picantes que demuestran una influencia primordial de la estética culinaria africana, combinada con una sofisticación muy francesa..

### Religión
Haití es similar al resto de América Latina, ya que es un país predominantemente cristiano, con el 80%  católico y aproximadamente el 16% profesa el protestantismo. Existen una población pequeña de musulmanes e hindúes en el país, principalmente en la capital Port-au-Prince.
El vudú, que abarca varias tradiciones diferentes, consiste en una mezcla de religiones de África central, occidental, europea y nativa americana (taína), También se practica ampliamente, a pesar del estigma negativo que conlleva tanto dentro como fuera del país. El número exacto de practicantes de vudú es desconocido; sin embargo, se cree que una pequeña proporción de la población lo practica, a menudo junto con su fe [cristiana]. Algunos cristianos seculares también han sido conocidos por participar en algunos rituales, aunque indirectamente.